# Давидсон, Евгений Иосифович
Евгений Иосифович Давидсон (род. 15 августа 1934) — профессор ФГБОУ ВПО СПбГАУ, кафедры ТСА, доктор технических наук, академик международной академии аграрного образования, заслуженный деятель науки и техники России.
- Обогатил науку о почве как объекте обработки машинами.

- Разработал датчики, приборы и алгоритмы идентификации, моделирования и кибернетики почвообрабатывающих, посевных, посадочных и клубнеуборочных машин.

- Является соавтором  изобретений 20-ти рабочих органов машин и приборов для оценки качества их функционирования.

- Его машины УГН-4К и ГС-1,4 выпускались серийно.

- Им основана петербургская научная школа по моделированию и кибернетике сельхозмашин.

- Является соавтором 8-ми книг и 190-ста научных публикаций.

## Последние публикации
- Методика повышения технологической эффективности комплекса почвообрабатывающих, посевных и комбинированных машин для возделывания овощей совершенствованием их рабочих органов. Известия Международной академии аграрного образования. — Вып. № 14 (2012). — Том 1. Выпуск посвящён 100-летию со дня рождения профессора А. Б. Лурье. — МААО, СПбГАУ. — СПб. — 2012. — С. 156—168./ Размещена в базе данных РИНЦ/
- Эффективный почвенный сепаратор для картофелеуборочной машины. Ж. Тракторы и сельхозмашины. — 2011. — № 10. — С. 15-16. / Размещена в базе данных РИНЦ/
- Почвенный сепаратор картофелеуборочного комбайна. Механизация и электрификация сельского хозяйства. — 2011. — № 7. — С. 28-29./ Размещена в базе данных РИНЦ/
- Методические указания и дневник-отчёт по технологической практике студентов III курса. СПбГАУ, — СПб, 30 С., в соавторстве.
- Концепции развития сельхозмашин до 2020 года. Международный Агропромышленный конгресс «Инновации — основа развития АПК». — СПб: Ленэкспо. — 2010. — с. 129.
- Коллекция профессора Рао. Сборник научных трудов СПбГАУ. — 2010. — СПб. — с.20.
- Сборники научных трудов «Технологии и средства механизации сельского хозяйства». СПбГАУ. — СПб. — 2005, 2006, 2007, 2009, 2010, 2011,2012,2013; научное редактирование.
- Концепции развития сельхозмашин до 2020 года. Сборник научных трудов «Технологии и средства механизации сельского хозяйства»,СПбГАУ, 2011 г., СПб.,С.22 Краснодар,КубГАУ,2013 г. /http//kubsau.ru/Размещена в базе данных РИНЦ./
- Методические концепции подготовки магистров агроинженерного направления. Сборник научных трудов «Технологии и средства механизации сельского хозяйства»/ СПбГАУ.,СПб.,2012 г., С.36 — 41
- Инновацонные предложения по выходу АПК России из кризиса. Сборник научных трудов « Технологии и средства механизации сельского хозяйства» / СПбГАУ.,СПб.,2013 г., С.37
- Персональная оценка научной эффективности преподавателей агроуниверситетов по методике НЭБ .//http.profdavidson.ucoz.ru /publ / 1-1-0-15
- Кибернетика сельхозмашин и точное земледелие .// http. profdavidson.ucoz.ru / publ/ 1-1-0-16
- Социальные функции сельхозмашин. // http.profdavidson.ucoz.ru /publ/ 1-1-0-17
- Концепции развития сельхозмашин до 2030 года.//http.profdavidson.ucoz.ru / publ / 1-1-0-18
- Мои биография и наукография.//http.profdavidson.ucoz.ru/ blog/2019-08-19-43

## Монографии
«Сельхозмашины. Идентификация, моделирование, кибернетика». СПбГАУ. — СПб. — 2009. — 154 С.
«Научные исследования мобильных сельхозмашин». Авторский курс лекций для магистров агроинженерного направления. СПбГАУ. — СПб. — 2009. — 133 С.
«Моделирование системы почвообрабатывающих и посевных машин». Учебное пособие для слушателей ФПК,Ленинградский сельскохозяйственный институт, Ленинград,-1984 г.-33 С.